# Deloraine-Winchester
Deloraine-Winchester es un municipio canadiense situado en la provincia de Manitoba.

## Superficie
Deloraine-Winchester tiene una superficie de 728,13 km².

## Demografía
En 2021, tenía 1478 habitantes, una densidad poblacional de 2 hab./km², y 929 viviendas.